# NGC 3273
NGC 3273 је спирална галаксија у сазвежђу Шмрк (Пумпа) која се налази на NGC листи објеката дубоког неба.
Деклинација објекта је - 35° 36' 40" а ректасцензија 10h 30m 29,0s. Привидна величина (магнитуда) објекта NGC 3273 износи 12,5 а фотографска магнитуда 13,5. Налази се на удаљености од 37,5000 милиона парсека од Сунца. NGC 3273 је још познат и под ознакама ESO 375-49, MCG -6-23-45, AM 1027-350, PGC 30992.